# Kliny zieleni w Poznaniu
Kliny zieleni w Poznaniu – założenie urbanistyczne opracowane przez Władysława Czarneckiego w latach 1930–1934. Konsultantem naukowym był Adam Wodziczko. Jest to jedyne założenie tego typu w Europie. Pierwotny plan zakładał utworzenie 10 klinów, w tym czterech głównych, które miały łączyć parki miejskie z podmiejskimi lasami. Projektując kliny, Czarnecki wyznaczył wzdłuż nich szlaki piesze, rowerowe i konne prowadzące do miejsc letniskowych. Cały układ powstał na przestrzeni wielu lat. Tworząc założenie wykorzystano naturalne doliny rzeczne (Bogdanki, Warty, Cybiny). Głównym celem istnienia systemu klinów jest ochrona wód i przewietrzanie miasta. Większość terenów jest pokryta przez lasy, pozostałe stanowią parki, cmentarze, ogródki działkowe, łąki i pastwiska.

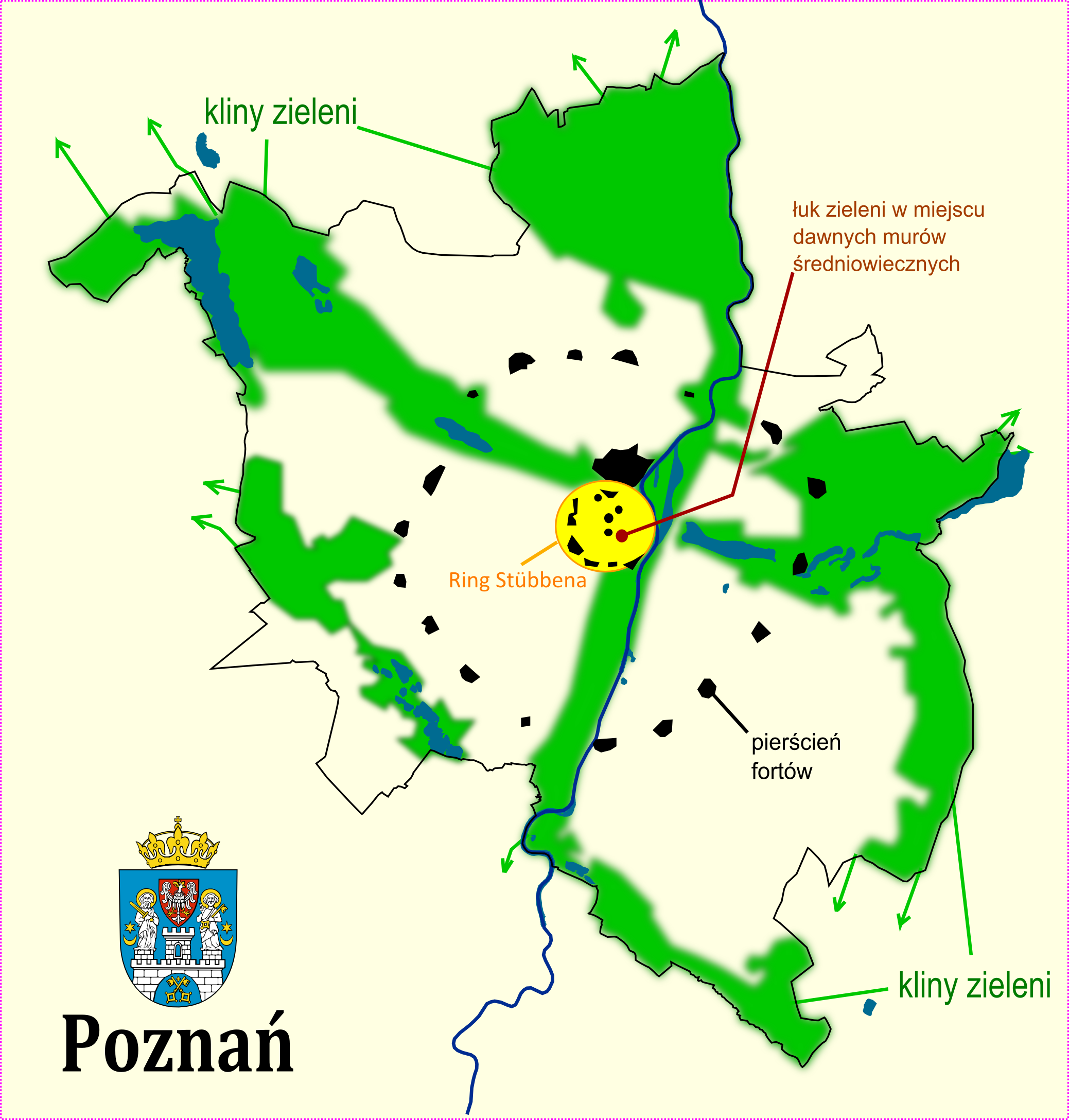

## Kliny główne

### Klin północny

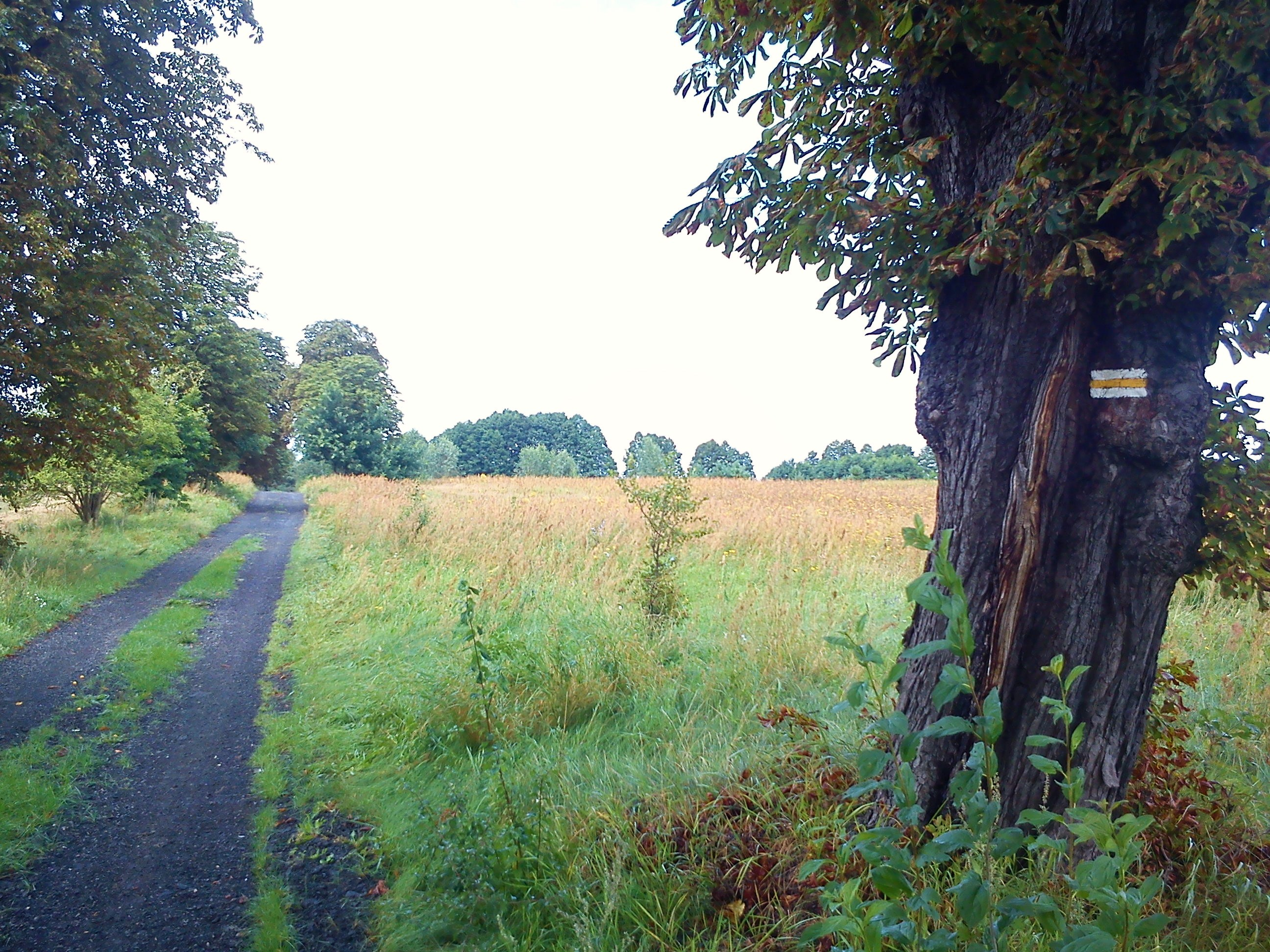
Umultowo

Klin zwany również „naramowickim”. Szersza część klina dotyka północnych granic miasta (Biedrusko). Znajdują się tam rezerwaty Morasko, Żurawiniec i przełom Warty. Tuż przed granicą miasta, zaczyna się Obszar Natura 2000 „Biedrusko” (symbol PLH300001). Klin zwęża się wzdłuż Warty, w kierunku Starego Miasta. Ma pełnić rolę rezerwy zieleni dydaktyczno-rekreacyjnej dla mieszkańców miasta. Znajduje się w nim najwyższe wzniesienie Poznania – Góra Moraska.
szlaki turystyczne
- nr 3585 (dł. 11,3 km) → dworzec autobusowy Jana III Sobieskiego (Piątkowo) → Góra Moraska → rezerwat przyrody Meteoryt Morasko → Morasko → Umultowo → Huby Moraskie → Kampus Morasko (stawy przy kampusie) → dolina Różanego Potoku → os. Stefana Batorego[a][7]
- Nadwarciański Szlak Rowerowy – odcinek zachodni → Poznań Garbary → Park Szelągowski → Osiedle Pod Lipami → Ulica Naramowicka → Ulica Rubież → Ulica Nadwarciańska → Ulica Piołunowa → granica miasta → Biedrusko

cieki
- Różany Potok[8]
- Potok Umultowski

zbiorniki wodne
- Jezioro Umultowskie[8]
- Staw Młyński
- Stawy przy Kampusie UAM Morasko
- Zimna Woda

obiekty przyrodnicze
- rezerwat przyrody Meteoryt Morasko
- rezerwat przyrody Żurawiniec
- Ośrodek Edukacji Leśnej Łysy Młyn[9]
- Park Cytadela i Fort IVa należące do programu Natura 2000 (obszar specjalnej ochrony SOO „Fortyfikacje w Poznaniu”, symbol PLH300005)[10]

inne obiekty
- Kampus Morasko
- Rurociąg „Przyjaźń”[5]

### Klin południowy

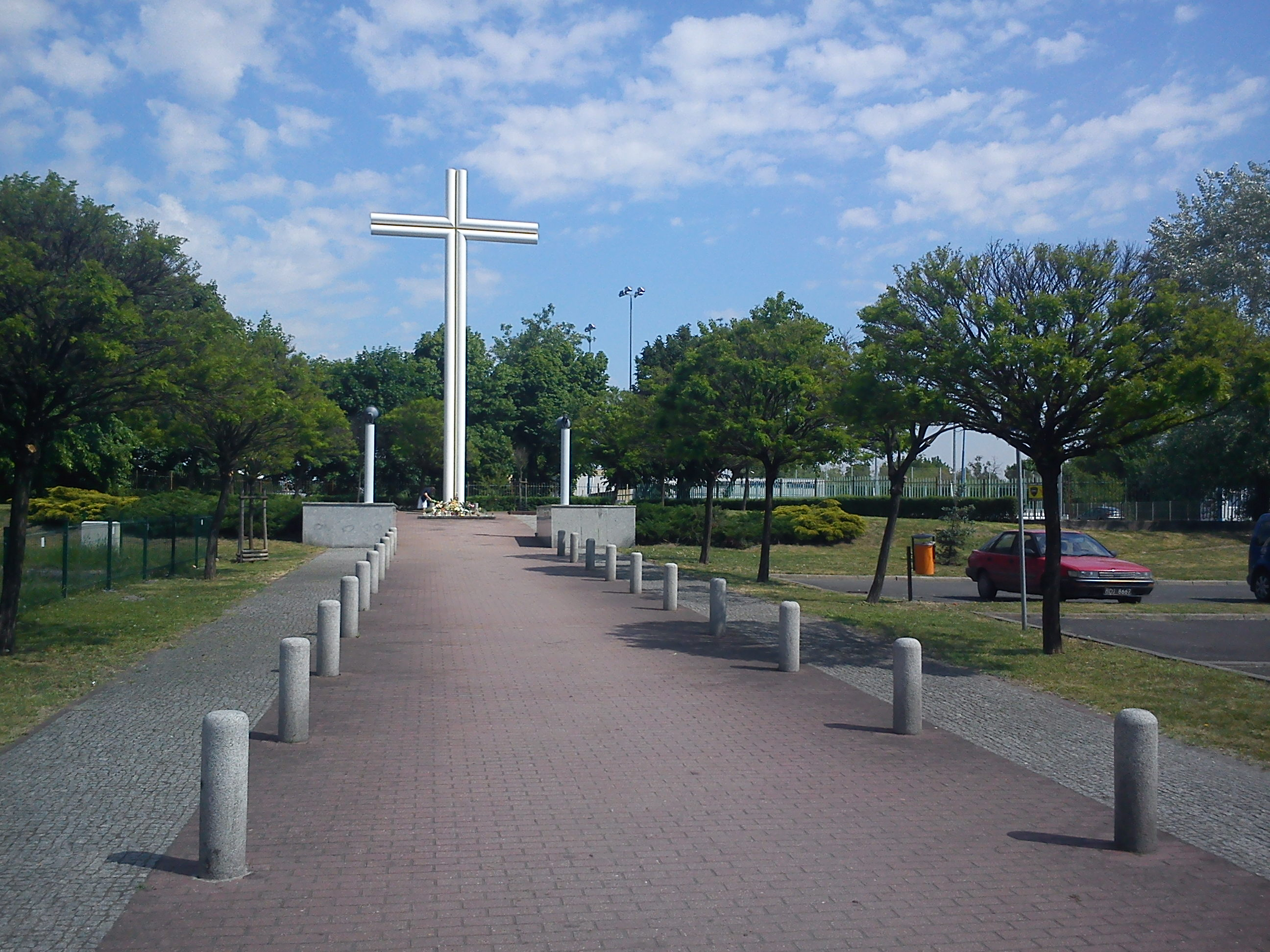
Park Jana Pawła II

Klin jest również nazywany „dębińskim”. Tereny wypoczynkowe powstały tutaj na przełomie XIX i XX wieku (łazienki miejskie, tory wyścigów konnych, kluby wioślarskie i pływackie, kręgielnie). Funkcja rekreacyjna jest nadal podtrzymywana przez ogrody działkowe, kluby wioślarskie, Młodzieżowy Dom Kultury nr 1, tereny AWF, park Jana Pawła II. Centrum pasa zajmuje Dębina. Klin, kładąc się pasem stałej szerokości w kierunku południowym, tuż przed granicą miasta rozszerza się na wschód i drugi brzeg Warty. Tam zajmuje tereny doliny Głuszynki. Pas zieleni urywa się w Luboniu, a następnie łączy się z Wielkopolskim Parkiem Narodowym.
szlaki turystyczne
- nr 3573 (dł. 6,7 km) → Marlewo[b] → północny skraj Babek → dolina Głuszynki → Daszewice → Sypniewo[c][7]
- → Głuszyna[d] → dolina Głuszynki → Babki → do Rogalinka

cieki
- Warta
- Głuszynka
- Czapnica

zbiorniki wodne
- stawy infiltracyjne przy ujęciu wody[8], strefa ochronna ujęcia wody[5]

obiekty przyrodnicze
- Lasek Dębiński[12]

obiekty przyordnicze
- Fort I i Fort IXa należące do programu Natura 2000 (obszar specjalnej ochrony SOO „Fortyfikacje w Poznaniu”, symbol PLH300005)[10]

inne obiekty
- Cmentarz Bożego Ciała
- Cmentarz przy ul. Samotnej

### Klin zachodni
Klin znany również jako „golęciński”. Są to tereny o korzystnych warunkach klimatycznych. Suche tereny o południowej ekspozycji, z największym nasłonecznieniem, tworzą dobre warunki spływu chłodnego powietrza nocą doliną Bogdanki.

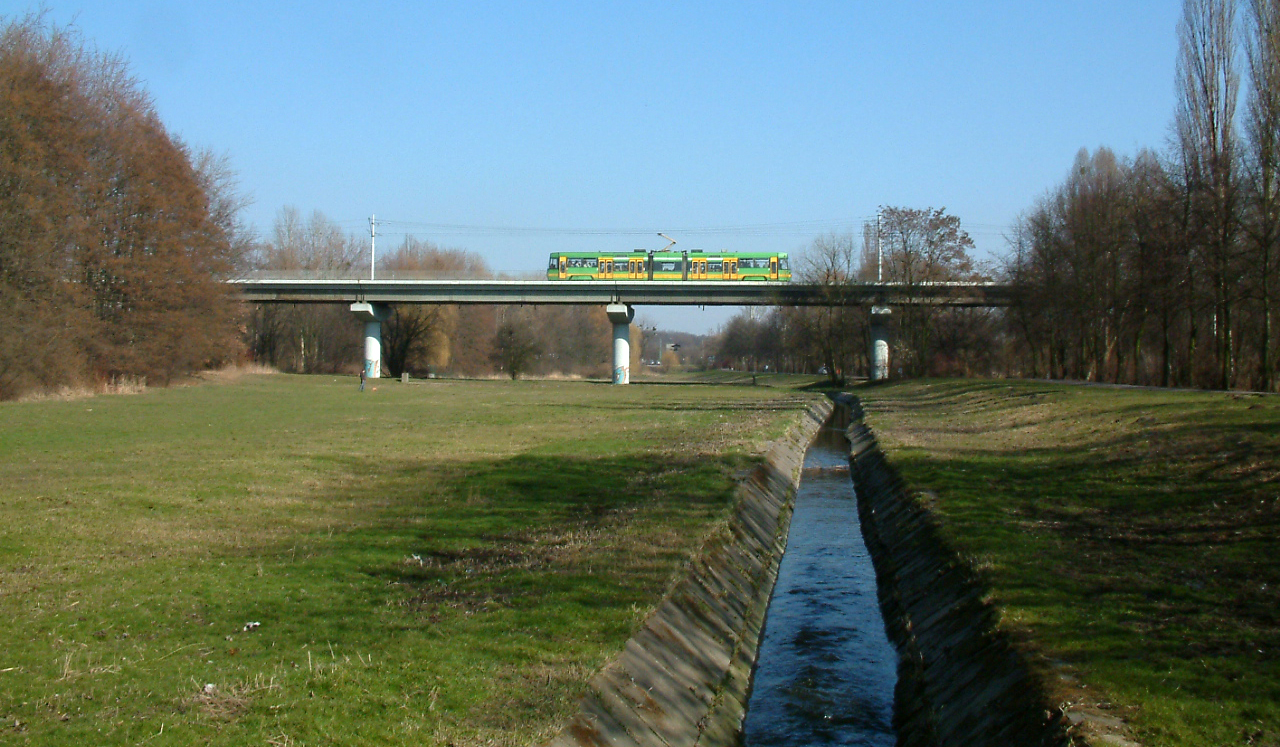
Bogdanka

Łączy obszary leśne wokół Jeziora Kierskiego z centrum miasta. Osią jest potok Bogdanka. Na klin składają się zbiorniki wodne: dwa naturalne (Jezioro Kierskie, Jezioro Strzeszyńskie), oraz sztuczne (Rusałka, Stawy Sołackie), jak również Park Sołacki i Park Adama Wodziczki w Poznaniu, ogródki działkowe, Ogród Dendrologiczny Uniwersytetu Przyrodniczego, Ogród Farmakognostyczny Uniwersytetu Medycznego, Ogród Botaniczny i Hipodrom Wola.
Mimo iż dolina Bogdanki jest przecięta estakadą Poznańskiego Szybkiego Tramwaju, niezachwiana została jej klimatyczność i zdolność wprowadzania do centrum miasta mas świeżego powietrza(wysoka jednosłupowa konstrukcja).
szlaki turystyczne
- nr 3572 (dł. 13,5 km) → Golęcin[e] → Lasek Golęciński → jezioro Rusałka → dolina Bogdanki, Strumienia Golęcińskiego i Strzeszyńskiego → Stawy Strzeszyńskie → Strzeszynek → jezioro Strzeszyńskie → Psarskie → jezioro Kierskie → Krzyżowniki[f][7]

cieki
- Bogdanka
- Strumień Golęciński
- Wierzbak
- Strumień Strzeszyński

zbiorniki wodne
- Jezioro Kierskie[8]
- Jezioro Strzeszyńskie
- Stawy Strzeszyńskie[8]
- Stawy Sołackie[8]
- Rusałka[8]

obiekty przyrodnicze
- użytek ekologiczny „Bogdanka I”[15]
- użytek ekologiczny „Bogdanka II”[15]
- użytek ekologiczny „Strzeszyn”[15]
- Bunkier przy al. Wojska Polskiego, Bunkier na Sołaczu, Bunkier przy ul. Mazowieckiej należące do programu Natura 2000 (obszar specjalnej ochrony SOO „Fortyfikacje w Poznaniu”, symbol PLH300005)[10]

inne obiekty
- poczekalnia tramwajowa na Sołaczu
- pływalnia przy ul. Niestachowskiej
- Cmentarz parafialny św. Jana Vianneya

### Klin wschodni

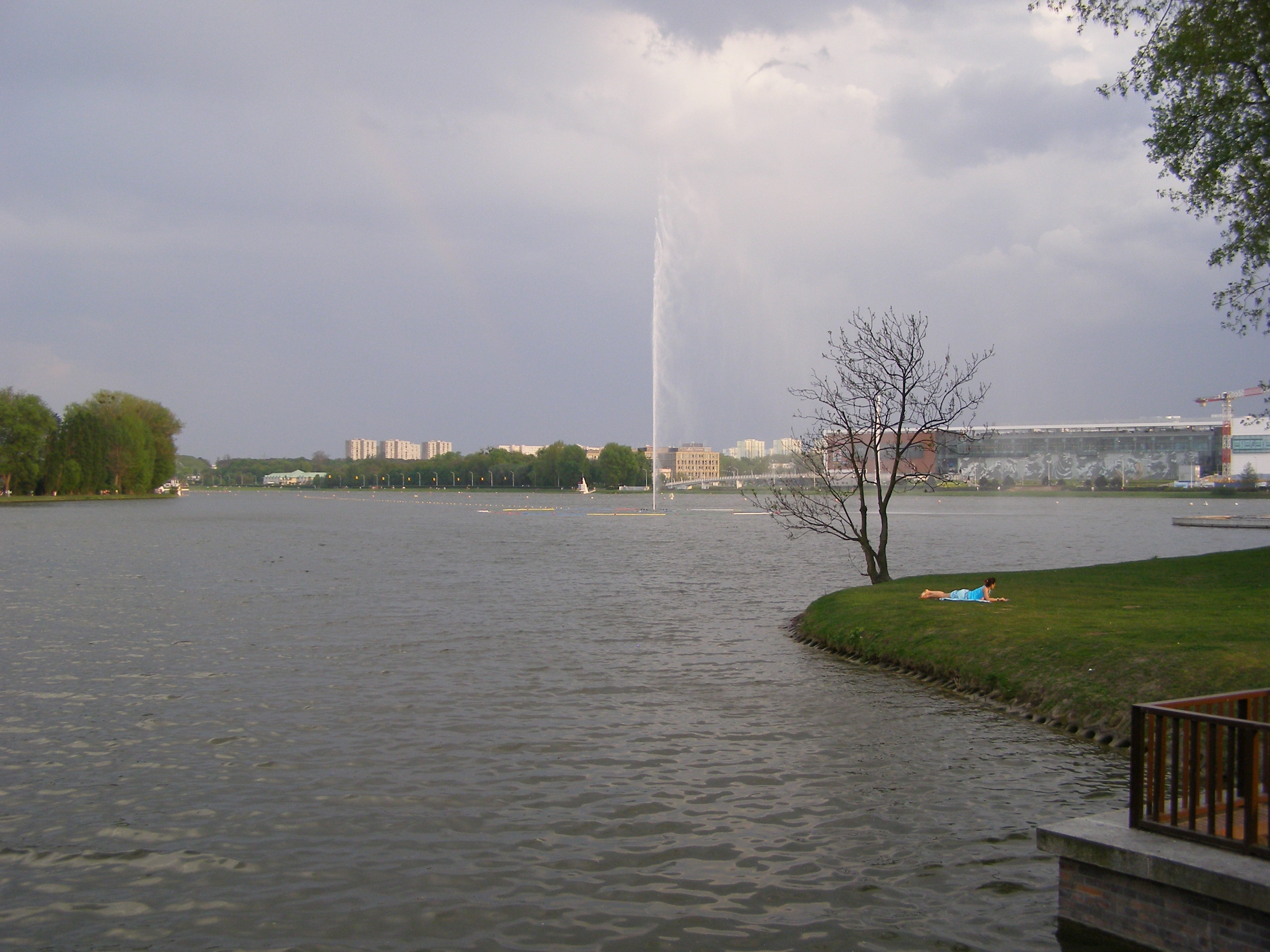
Jezioro Maltańskie

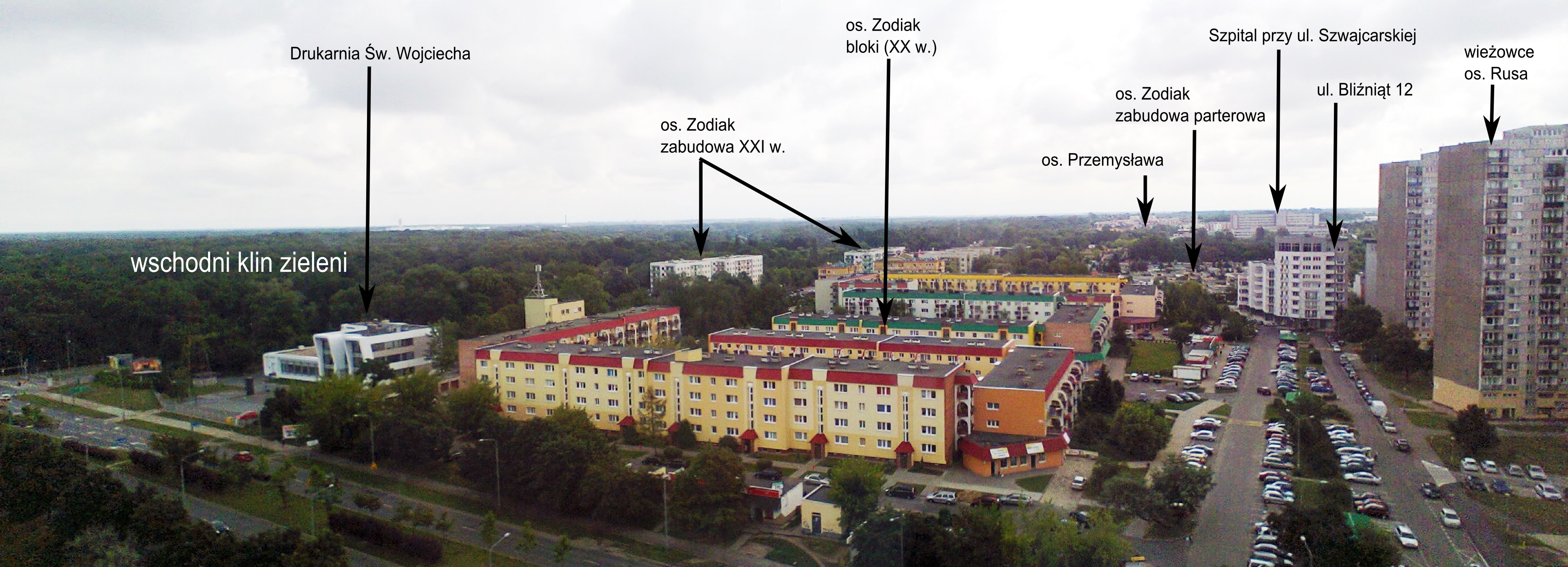
Wschodni klin zieleni. Widok z Chartowa w kierunku wschodnim.

Jest również nazywany „cybińskim”. Jest największy pod względem powierzchni i jako jedyny jest w całości położony na prawym brzegu Warty. Obejmuje obszar Cybiny od Antoninka (okolice Jeziora Swarzędzkiego) do ulicy Baraniaka, na północy obszary cmentarza komunalnego na Miłostowie i do północno-wschodnich granic Poznania. Plany Czarneckiego z 1949 zakładały stworzenie kąpieliska miejskiego po spiętrzeniu wód Cybiny, a oprócz tego stworzenie toru regatowego dla wioślarzy. Imprezy miały stanowić atrakcje dla wypoczywających poznaniaków i podnieść prestiż miasta. W latach 40. XX wieku prowadzono zalesienia piaszczystych terenów. Obszary rzeki Główna miały się stać osobnym klinem, który w planach zaczynał się przy Warcie, a prowadzić miał do Promna i Wierzenicy.
szlaki turystyczne
- nr 3574 (dł. 6,8 km) → Nowa Wieś (Swarzędz) → lasy koło Michałowa → dolina Michałówki → Spławie[g][7]
- nr 3575 (dł. 7,1 km) → Darzybór[h] → lasy koło Michałowa → dolina Michałówki → Tulce[7]

cieki
- Cybina[16][8]
- Struga
- Główna

zbiorniki wodne
- Jezioro Maltańskie[16]
- Staw Browarny

obiekty przyrodnicze
- Nowe Zoo
- Fort III i Fort IIIa należące do programu Natura 2000 (obszar specjalnej ochrony SOO „Fortyfikacje w Poznaniu”, symbol PLH300005)[10]

inne obiekty
- Nowe Zoo[3]
- Jezioro Maltańskie[3]
- Malta Ski
- Poznański Węzeł Rowerowy

## Pozostałe kliny

### Klin doliny Strumienia Junikowskiego

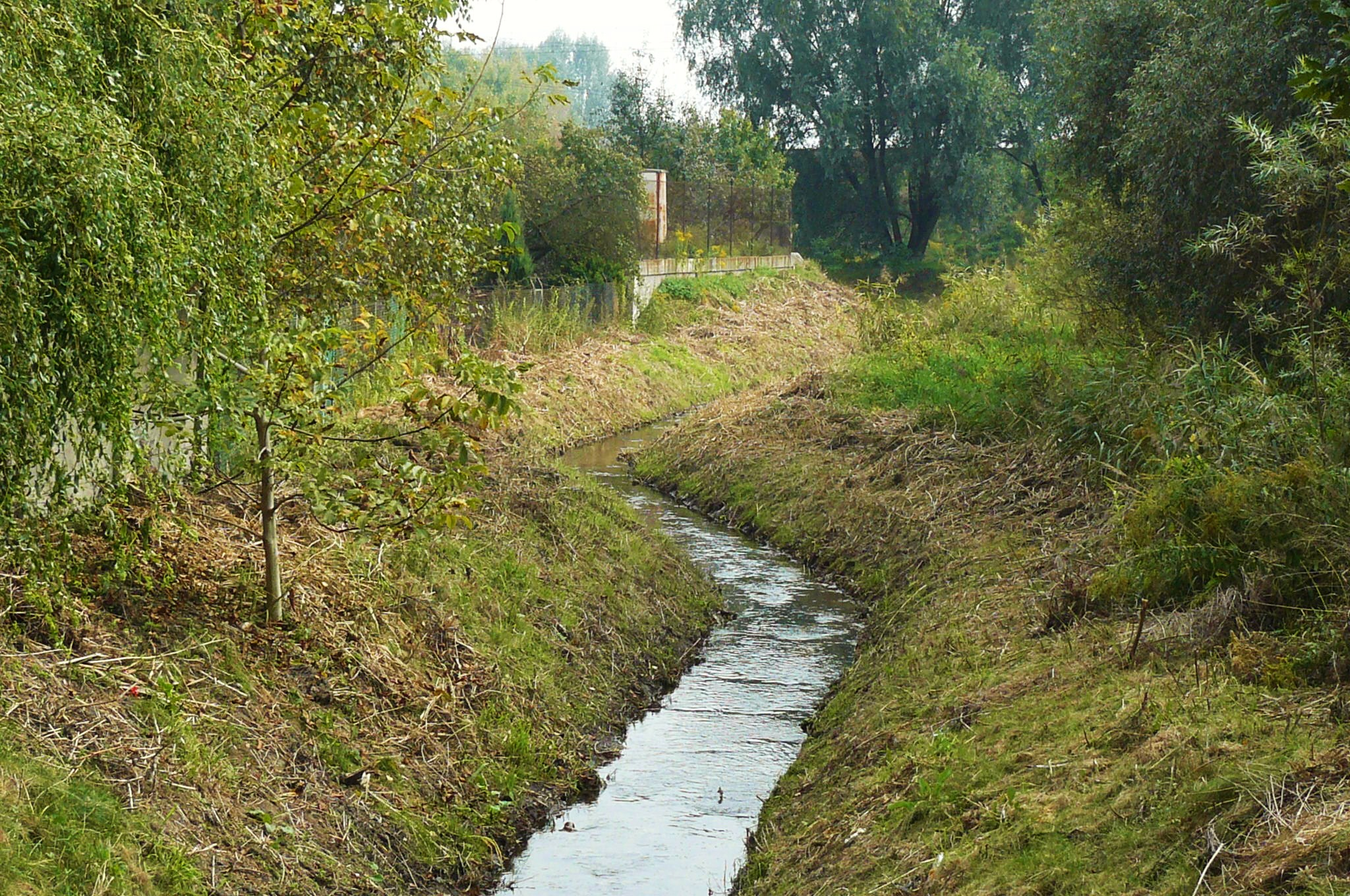
Strumień Junikowski

Z planowanych sześciu pomniejszych klinów zachował się klin, którego osią jest Strumień Junikowski. Zaczyna się na obszarze Lasku Marcelińskiego, a kończy się na południowych częściach Dębca. Przebiega przez ogrody działkowe, Cmentarz na Junikowie. Strumień przepływa przez zespół glinianek powstałych w połowie XIX wieku.
szlaki turystyczne
- Ścieżka przyrodniczo-leśna w Lesie Marcelińskim

cieki
- Strumień Junikowski
- Ławica
- Skórzyna
- Plewianka
- Ceglanka
- Kotówka
- Żabinka

zbiorniki wodne
- Szachty[8]

obiekty przyrodnicze
- użytek ekologiczny „Strumień Junikowski”[3]
- użytek ekologiczny „Kopanina I”
- użytek ekologiczny „Kopanina II”

inne obiekty
- Cmentarz Junikowo

## Zagrożenia i ochrona
Niezabudowane, leżące w atrakcyjnych lokalizacjach działki, są chętnie kupowane przez inwestorów, którzy chcą tam budować budynki mieszkalne i usługowe. Takie działania spotykają się z protestami mieszkańców miasta i społeczników.
Na proces niszczenie terenów wpływają: dewastacja, zanieczyszczanie powietrza, niedobór wody, brak środków na konserwację.